# Ren Xiaoping
Ren Xiaoping (kinesiska: 任晓平; född 1961) är en kinesisk ortopedisk kirurg och är mest känd för att vara en del av teamet som genomförde den första handtransplantationen i Kina.
Sedan 2016 har han gjort sig känd för sin kontroversiella forskning kring huvudtransplantationer och hans planer att utföra dessa på människor.

## Utbildning och tidiga år
Ren studerade på Harbins Medicinska Universitet och avlade läkarexamen 1984. Från 1996 till 2000 forskade han inom anatomi och handkirurgi. Den 25 januari 1999, utfördes den första handtransplantationen på Mathew Scott. Ingreppet var till stor del baserad på Rens forskning.

## Huvudtransplantationer

### Djurförsök
Ren har ägnat flera år åt att utföra huvudtransplantationer på möss. Resultaten av de flesta experimenten var dock att försöksdjuren dog. Av 80 utvalda möss överlevde endast 18, och bara i tre timmar.

### Försök på människor
I november 2017 hävdade Sergio Canavero att ett team ledd av Ren hade utfört den första framgångsrika huvudtransplantationen på en människa. Detta ingrepp involverade hjärndöda människor.

### Kritik
På grund av Rens bristande framgång är många skeptiska till hans forskning. Läkaren Huang Jiefu påstår att en ryggrads neuroner inte kan återanslutas när ryggraden väl är avskuren. Många kritiserar också utförandet för att det är för dyrt och kräver för många människor. Frågan om etik har även lyfts av många framstående läkare.